# Merulaxis stresemanni
Merulaxis stresemanni е вид птица от семейство Rhinocryptidae. Видът е критично застрашен от изчезване.

## Разпространение
Видът е разпространен в Бразилия.